# François Laurentbrug
De François Laurentbrug is een brug over de Nederschelde in Gent waar de Limburgstraat overgaat in de Vlaanderenstraat, vlak aan het Geeraard de Duivelsteen.
Het gedeelte van de Nederschelde tussen de oude Brabantbrug en de Limburgstraat werd hier van 1882 tot 1884 overwelfd om zo sindsdien het François Laurentplein te vormen. Plein en brug zijn een herdenking voor de Luxemburgse jurist en liberaal en Gents hoogleraar François Laurent. Tot de overwelving werd besloten als uitwerking van het Gentse Zolikofer-De Vigneplan  wat in de periode van 1880 tot 1888 tot doel had ongezonde cités af te breken en vervuilende waterlopen uit het straatbeeld te onttrekken. De stadsvernieuwing maakte later ook mogelijk voor Gent de Wereldtentoonstelling van 1913 in de stad te kunnen organiseren.